# 마쓰사토촌 (야마나시현)
마쓰사토촌(松里村)은 야마나시현 히가시야마나시군에 있던 촌이다. 현재의 고슈시 북서쪽에 해당한다

## 역사
- 1875년 2월 3일 - 야마나시군 4개 촌이 합병해 마쓰사토촌이 성립하였다.
- 1878년 7월 22일 - 군구정촌편직법에 의해 마쓰사토촌은 히가시야마나시군에 소속되었다.
- 1889년 7월 1일 - 정촌제 시행에 의해 마쓰사토촌이 단독으로 지자체를 형성하였다.
- 1954년 3월 31일 - 엔잔정에 편입해, 동일 마쓰사토촌은 폐지되었다.

## 교통

### 도로
- 국도 제140호선

## 참고문헌
- 角川日本地名大辞典 19 山梨県